# 광혜원중학교
광혜원중학교(廣惠院中學校)는 대한민국 충청북도 진천군 광혜원면 광혜원리에 있는 공립 중학교로, 1953년 5월 7일에 충북진천상산중학교로 처음 개교되었다.

## 학교 연혁
- 1953년 4월 22일 : 상산중학교 설립 인가
- 1953년 5월 7일 : 상산중학교 개교(금상고등공민학교 인수)
- 1956년 5월 9일 : 상산중학교를 광혜원중학교로 교명 변경
- 2003년 9월 28일 : 광혜원중·고 다목적실 준공(1342.7m2)
- 2007년 3월 1일 : 광혜원중·고등학교 분리
- 2012년 3월 2일 : 도서관 개관
- 2017년 12월 2일 : 광혜원중 교사 리모델링 후 이전
- 2019년 3월 1일 : 충북 행복씨앗학교 선정
- 2023년 2월 3일 : 제70회 졸업식(151명 졸업) 졸업생 총수 9,118명
- 2023년 9월 1일 : 제28대 신희숙 교장 부임
- 2023년 3월 2일 : 제73회 신입생 109명 입학
- 2024년 1월 5일 : 제71회 졸업식

## 참고 자료
- 광혜원중학교 - 한국교육학술정보원 학교알리미